# Wiśniówka (województwo lubelskie)
Wiśniówka – wieś w Polsce położona w województwie lubelskim, w powiecie łukowskim, w gminie Stoczek Łukowski.
| SIMC    | Nazwa       | Rodzaj  |
| ------- | ----------- | ------- |
| 0691725 | Huta Łukacz | kolonia |

W latach 1975–1998 miejscowość należała administracyjnie do województwa siedleckiego.
Na terenie wsi utworzono dwa sołectwa: Wiśniówka i Huta Łukacz. Według Narodowego Spisu Powszechnego z roku 2011 wieś liczyła 76 mieszkańców.
Wierni Kościoła rzymskokatolickiego należą do parafii Wniebowzięcia Najświętszej Maryi Panny w Stoczku Łukowskim.